# Učení bez učitele

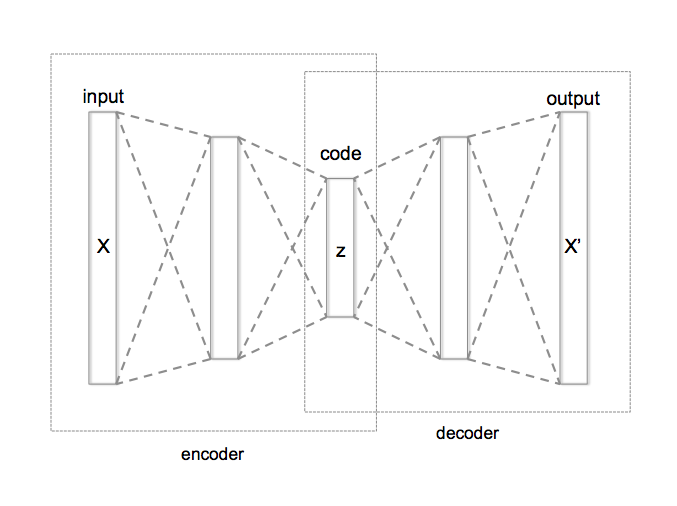
Schéma autoenkodéru, skládajícího se ze dvou modulů: enkodéru (vlevo) a dekodéru (vpravo). Účelem enkodéru je komprese dat do latentní reprezentace (uprostřed), účelem dekodéru rekonstrukce původních dat.

Učení bez učitele je třída metod strojového učení. Na rozdíl od učení s učitelem trénovací data nemají vstupní data provázaná s cílovými proměnnými (ohodnocením, závisle proměnnou...), tj. schází výrok učitele a učení bez učitele tedy vykazuje samoorganizaci, která zachycuje vzory jako hustotu pravděpodobnosti. Učení bez učitele si tedy lze představit jako kompresi vstupních dat, např. například snížení jejich dimense (v analýze hlavních komponent) nebo jejich redukci na diskrétní body (jako je tomu ve shlukové analýze, kde vstupní data reprezentujeme označenými shluky), či jejich vyhlazení (odhad distribučních funkcí). U neuronových sítí se učení bez učitele užívá typicky u kompetičních sítí. (Porovnejte s učením s učitelem).

## Praktické aplikace
- segmentace: Obchodník tak může rozdělit svoje zákazníky podle jejich podobnosti je zařadit do tržních segmentů anebo archeolog může podle charakteristik nalezených střepů keramiky definovat různé kulturní okruhy, k nimž patřili lidé, kteří kdysi keramiku vyráběli
- hledání anomálií: Netypické datové body mohou signalizovat poruchy nebo jiné situace, na které je potřeba se zaměřit, například při detekci podvodů ve finančních a telekomunikačních firmách
- odhad latentních proměnných: Psycholog může z řady výsledků jednotlivých testů stanovit inteligenci zkoumané osoby, politolog může na základě dotazníkového šetření rekonstruovat základní dimenze politického systému v zemi
- zpravodajské sekce: Zprávy Google používají učení bez učitele ke kategorizaci článků o stejném příběhu z různých online zpravodajství. Například výsledky prezidentských voleb by mohly být zařazeny pod jejich štítek "US news".
- počítačové vidění: Algoritmy učení bez učitele se používají pro některé úlohy počítačového vidění, například rozpoznávání objektů.
- lékařské zobrazovací metody: Poskytuje základní funkce lékařským zobrazovacím zařízením, jako je detekce, klasifikace a segmentace obrazu, které se používají v radiologii a patologii k rychlé a přesné diagnostice pacientů.
- doporučování: Pomocí údajů o minulém nákupním chování může neřízené učení pomoci odhalit datové trendy, které lze využít k vytvoření efektivnějších strategií následného prodeje. Toho se u internetových prodejců využívá k tomu, aby zákazníkům během procesu placení doporučovali relevantní doplňky.[3]

## Typické algoritmy
- shluková analýza (hierarchické shlukování, k-means a jiné)
- metody identifikující struktury kovariančních vazeb (analýza hlavních komponent, faktorová analýza, strukturní modelování a další)
- některé typy neuronových sítí v oblasti hlubokého učení (autoenkodéry)
- vyhlazování a odhadování hustot pravděpodobnosti (kernel density estimation)